# Арно Бабаџањан
Арно Арутјунович Бабаџањан (јерм. Առնո Հարությունի Բաբաջանյան; Јереван, 21. или 22. јануар 1921 — Москва, 11. новембар 1983) био је јерменски композитор и пијаниста у време Совјетског Савеза.
Бабаџањан је рођен у Јеревану, главном граду Јерменије. Његов отац Харутјун био је из Игдира у Турској. Већ са пет година показивао је изванредну музичку надареност, па је композитор Арам Хачатуријан предложио његово музичко школовање. Две године касније, 1928. године, са седам година Бабаџањан се уписао на Јеревански државни конзерваторијум Комитас. Своје школовање наставио је 1938. у Москви заједно с Висарионом Шебалином. После тога се вратио у Јереван, где је, између 1950. и 1956. године, подучавао на козерваторијуму Комитас. У то време је, 1952. године, написао Пиано трио у фис молу. Ово дело је добило велике похвале и сматрано је ремек-делом још од премијере. Након тога, Бабаџањан је изводио концертне турнеје широм Совјетског Савеза и Европе. За своја дела именован је Народним уметником Совјетског Савеза 1971. године. Као композитор, Бабаџањан се бавио бројним жанровима и писао и популарне песме у сарадњи са водећим песницима, међу којима су, између осталих, Евгениј Јевтушенко и Роберт Рождественски. Већина Бабаџањанових композиција има корен у јерменској народној музици и фолклору. Начин на који користи јерменску народну музику је у виртуозном стилу Сергеја Рахманинова и Хачатурјана. На његов каснији рад утицали су Сергеј Прокофјев и Бела Барток. Бабаџањан је такође био и истакнути пијаниста, па је на својим концертима изводио и властите композиције. Дмитриј Шостакович назвао га је „бриљантним учитељем клавира”.

## Почасти
Бабаџањан је 1951. године добио Стаљинову награду за дело Херојске баладе за клавир са оркестром, као и Ред црвене заставе рада.
Народним уметником Јерменске Социјалистичке Републике именован је 1956. године, а Совјетског Савеза 1971. године. Добитник је две Државне награде Совјетског Савеза (1951. и 1953. године) и две Државне награде Јерменске ССР (1967. и 1983. године). Мала планета 9017 Бабаџањан названа је по њему.

## Галерија
- Арно Бабаџањан на јерменској поштанској марки из 1997. године
- Споменик Бабаџањану у Јеревану
- Спомен-плоча Бабаџањану у Јеревану